# Ciutat de Barcelona 1996
Il Ciutat de Barcelona 1996 è stato un torneo di tennis facente parte della categoria ATP Challenger Series nell'ambito dell'ATP Challenger Series 1996. Il torneo si è giocato a Barcellona in Spagna dal 7 al 13 ottobre 1996 su campi in terra rossa.

## Vincitori

### Singolare
Marcelo Filippini ha battuto in finale  Dominik Hrbatý con il punteggio di 6–4, 6–4

### Doppio
Il torneo di doppio non è stato completato